# Андрей Соболев
Андрей Соболев е руски сноубордист, състезаващ се в дисциплината слалом. Той е брат на руската олимпийска сноубордистка – Наталия Соболева.
Най-големият му успех е златния медал, който печели в паралелния гигантски слалом на световното първенство по сноуборд в Крайшберг през 2015 година. На същото първенство печели сребърен медал в паралелния слалом.
На олимпийските игри в Сочи през 2014 е един от фаворитите на Русия, но отпада рано и се класира 9-и в паралелния гигантски слалом и 27-и в паралелния слалом.